# Ліга конференцій УЄФА 2023—2024
Ліга конференцій УЄФА 2023—2024 — третій сезон Ліги конференцій УЄФА (англ. UEFA Europa Conference League; UECL) — щорічні змагання футбольних клубів, що входять до складу УЄФА.
Фінал відбувся 29 травня 2024 року на стадіоні «Ая-Софія» в Афінах. Переможець кваліфікується до групового етапу Ліги Європи 2024—2025.
Цей сезон став останнім за нинішнім форматом групового етапу з 32 командами, оскільки з сезону 2024—2025 років буде введено новий формат єврокубків.

## Розподіл команд
У розіграші Ліги конференцій 2023—2024 років візьмуть участь 178 команд із 54 футбольних асоціацій УЄФА (без урахування клубів Росії, які були усунені від участі у єврокубках сезону 2023/24). Для визначення кількості команд-учасників від кожної з асоціацій використовується рейтинг асоціацій УЄФА:
- Асоціації 1—5 заявляють по одній команді.
- Асоціації 6—16 (крім Росії) та 51—55 заявляють по дві команди.
- Асоціації 17—50 (крім Ліхтенштейну) заявляють по три команди.
- Ліхтенштейн заявляє одну команду.
- 18 команд, що вибули на різних стадіях розіграшу Ліги чемпіонів 2023—2024.
- 25 команд, що вибули на різних стадіях розіграшу Ліги Європи 2023—2024.

### Рейтинг асоціацій
Рейтинг футбольних асоціацій і, відповідно, розподіл місць у Лізі конференцій УЄФА 2023—2024 років серед країн формується на підставі таблиці коефіцієнтів УЄФА, в якій для цього розіграшу враховуються результати виступів клубів в офіційних європейських клубних змаганнях з сезону 2017—2018 по сезон 2021—2022 років включно.
| Місце | Асоціація  | Коеф.   | Команди | Прим. |
| ----- | ---------- | ------- | ------- | ----- |
| 1     | Англія     | 106.641 | 1       |       |
| 2     | Іспанія    | 96.141  | 1       |       |
| 3     | Італія     | 76.902  | 1       |       |
| 4     | Німеччина  | 75.213  | 1       |       |
| 5     | Франція    | 60.081  | 1       |       |
| 6     | Португалія | 53.382  | 2       |       |
| 7     | Нідерланди | 49.309  | 2       |       |
| 8     | Австрія    | 38.850  | 2       |       |
| 9     | Шотландія  | 36.900  | 2       |       |
| 10    | Росія      | 34.482  | 0       | [ a ] |
| 11    | Сербія     | 33.375  | 2       |       |
| 12    | Україна    | 31.800  | 2       |       |
| 13    | Бельгія    | 30.600  | 2       |       |
| 14    | Швейцарія  | 29.675  | 2       |       |
| 15    | Греція     | 28.200  | 2       |       |
| 16    | Чехія      | 27.800  | 2       |       |
| 17    | Норвегія   | 27.250  | 3       |       |
| 18    | Данія      | 27.175  | 3       |       |
| 19    | Хорватія   | 27.150  | 3       |       |

| Місце | Асоціація            | Коеф.  | Команди | Прим. |
| ----- | -------------------- | ------ | ------- | ----- |
| 20    | Туреччина            | 27.100 | 3       |       |
| 21    | Кіпр                 | 26.375 | 3       |       |
| 22    | Ізраїль              | 24.375 | 3       |       |
| 23    | Швеція               | 22.875 | 3       |       |
| 24    | Болгарія             | 19.500 | 3       |       |
| 25    | Румунія              | 17.150 | 3       |       |
| 26    | Азербайджан          | 17.000 | 3       |       |
| 27    | Угорщина             | 16.375 | 3       |       |
| 28    | Польща               | 15.875 | 3       |       |
| 29    | Казахстан            | 15.750 | 3       |       |
| 30    | Словаччина           | 15.625 | 3       |       |
| 31    | Словенія             | 15.000 | 3       |       |
| 32    | Білорусь             | 12.500 | 3       |       |
| 33    | Молдова              | 11.250 | 3       |       |
| 34    | Литва                | 10.000 | 3       |       |
| 35    | Боснія і Герцеговина | 9.125  | 3       |       |
| 36    | Фінляндія            | 8.875  | 3       |       |
| 37    | Люксембург           | 8.750  | 3       |       |
| 38    | Латвія               | 8.625  | 3       |       |

| Місце | Асоціація          | Коеф. | Команди | Прим. |
| ----- | ------------------ | ----- | ------- | ----- |
| 39    | Косово             | 8.166 | 3       |       |
| 40    | Вірменія           | 8.125 | 3       |       |
| 41    | Ірландія           | 8.125 | 3       |       |
| 42    | Північна Ірландія  | 8.083 | 3       |       |
| 43    | Албанія            | 8.000 | 3       |       |
| 44    | Фарерські острови  | 7.250 | 3       |       |
| 45    | Естонія            | 7.041 | 3       |       |
| 46    | Північна Македонія | 7.000 | 3       |       |
| 47    | Мальта             | 7.000 | 3       |       |
| 48    | Грузія             | 7.000 | 3       |       |
| 49    | Ліхтенштейн        | 6.500 | 1       | [ b ] |
| 50    | Уельс              | 5.500 | 3       |       |
| 51    | Гібралтар          | 5.416 | 2       |       |
| 52    | Ісландія           | 5.537 | 2       |       |
| 53    | Чорногорія         | 4.875 | 2       |       |
| 54    | Андорра            | 4.665 | 2       |       |
| 55    | Сан-Марино         | 1.332 | 2       |       |

### Розподіл за раундами
|                                           |                                        | Команди, що починають з цього раунду | Команди, що проходять з попереднього раунду                                                                   | Команди, що переходять з Ліги чемпіонів або Ліги Європи |
| ----------------------------------------- | -------------------------------------- | --- | --- | --- |
| Перший раунд кваліфікації (62 команди)    | Перший раунд кваліфікації (62 команди) | - 16 переможців національних кубків асоціацій 40—55 - 25 віце-чемпіонів національних чемпіонатів асоціацій 30—55 (крім Ліхтенштейну) - 21 бронзовий призер національних чемпіонатів асоціацій 29—50 (крім Ліхтенштейну)                                                                                      | | |
| Другий кваліфікаційний раунд (106 команд) | Шлях чемпіонів (18 команд)             | | | - 3 команди, які програли у попередньому кваліфікаційному раунді Ліги чемпіонів 2023—24 - 13 команд, які програли у першому кваліфікаційному раунді Ліги чемпіонів 2023—24 |
| Другий кваліфікаційний раунд (106 команд) | Основний шлях (90 команд)              | - 20 переможців національних кубків асоціацій 20—39 - 14 віце-чемпіонів національних чемпіонатів асоціацій 16—29 - 16 бронзових призерів національних чемпіонатів асоціацій 13—28 - 8 четвертих місць національних чемпіонатів асоціацій 7—15 (крім Росії) - 1-ше місце національного чемпіонату асоціації 6 | - 31 переможець першого кваліфікаційного раунду                                                               | |
| Третій кваліфікаційний раунд (64 команди) | Шлях чемпіонів (10 команд)             | | - 8 команд, які перемогли у другому раунді шляху чемпіонів                                                    | - 2 команди, які програли у першому кваліфікаційному раунді Ліги чемпіонів 2023—24                                                                                         |
| Третій кваліфікаційний раунд (64 команди) | Основний шлях (54 команди)             | - 3 переможці національних кубків асоціацій 17—19 - 5 бронзових призерів національних чемпіонатів асоціацій 7—12 (крім Росії) - 1-ше четверте місце національного чемпіонату асоціації 6 | - 45 переможців другого кваліфікаційного раунду                                                               | |
| Раунд плей-оф (44 команди)                | Шлях чемпіонів (10 команд)             | | - 5 команд, які перемогли у третьому кваліфікаційному раунді шляху чемпіонів                                  | - 5 команд, які програли у третьому кваліфікаційному раунді шляху чемпіонів Ліги Європи 2023—24                                                                            |
| Раунд плей-оф (44 команди)                | Основний шлях (34 команди)             | - 1 п'ята команда національного чемпіонату асоціації 5 - 4 шостих команди національних чемпіонатів асоціацій 1—4 (від Англії — володар Кубка ліги) | - 27 переможців третього кваліфікаційного раунду                                                              | - 2 команди, які програли у третьому кваліфікаційному раунді Ліги Європи 2023—24                                                                                           |
| Груповий турнір (32 команди)              | Груповий турнір (32 команди)           | | - 22 переможці раунду плей-оф                                                                                 | - 10 команд, які програли в раунді плей-оф Ліги Європи 2023—24 |
| 1/16 фіналу (16 команд)                   | 1/16 фіналу (16 команд)                | | - 8 других місць групового етапу Ліги конференцій 2023—24                                                     | - 8 третіх місць групового етапу Ліги Європи 2023—24 |
| 1/8 фіналу (16 команд)                    | 1/8 фіналу (16 команд)                 | | - 8 перших місць групового етапу Ліги конференцій 2023—24 - 8 переможців 1/16 фіналу Ліги конференцій 2023—24 | |

У зв'язку з усуненням клубів Росії від участі в єврокубках сезону 2023—24 років до розподілу команд було внесено такі зміни:
- Володар Кубка асоціації 16 (Чехія) потрапляє до третього кваліфікаційного раунду Ліги Європи замість другого кваліфікаційного раунду.
- Володарі Кубків асоціацій 17—19 (Норвегія, Данія та Хорватія) стартують із третього кваліфікаційного раунду замість другого кваліфікаційного раунду.
- Володарі Кубків асоціацій 30—39 (Словаччина, Словенія, Білорусь, Молдова, Литва, Боснія та Герцеговина, Фінляндія, Люксембург, Латвія та Косово) стартують із другого кваліфікаційного раунду замість першого кваліфікаційного раунду.

Оскільки переможець Ліги чемпіонів 2022—2023 (Манчестер Сіті) кваліфікувався у груповий етап Ліги чемпіонів через національний чемпіонат, у системі розподілу команд відбулися такі зміни:
- Дві команди, які програли у першому кваліфікаційному раунді Ліги чемпіонів, потрапляють до третього кваліфікаційного раунду Ліги конференцій замість другого кваліфікаційного раунду.

### Команди
Уточнення у дужках відображають спосіб кваліфікації кожної із зазначених команд:
- ПК: Переможець національного кубку
- 2-ге, 3-те, 4-те, 5-те, 6-те тощо: Місце у національному чемпіонаті у попередньому сезоні
- КЛ: Володар Кубка ліги
- РС: Переможець регулярного сезону
- ПО: Переможець плей-оф за місце у Лізі конференцій
- ЛЧ: команди, що перейшли з Ліги чемпіонів
  - 1КР: Ті, хто програв у першому кваліфікаційному раунді
  - ПР: Ті, хто програв у попередньому кваліфікаційному раунді (Ф: фінал; ПФ: півфінал)
- ЛЄ: команди, що перейшли з Ліги Європи
  - ГЕ: Ті, що посіли третє місце на груповому етапі
  - ПО: Ті, хто програв у кваліфікаційному раунді плей-оф
  - 3КР ШЧ/ОШ: Ті, що програли в третьому кваліфікаційному раунді (Шлях чемпіонів / Основний шлях).

| Раунд                        | Раунд                        | Команди                    | Команди                    | Команди                       | Команди                     |
| Плей-оф                      | Плей-оф                      |                            |                            |                               |                             |
| ---------------------------- | ---------------------------- | -------------------------- | -------------------------- | ----------------------------- | --------------------------- |
| Плей-оф                      | Плей-оф                      | Олімпіакос (ЛЄ ГЕ)         | Аякс (ЛЄ ГЕ)               | Реал Бетіс (ЛЄ ГЕ)            | Штурм (ЛЄ ГЕ)               |
| Плей-оф                      | Плей-оф                      | Юніон Сент-Жилуаз (ЛЄ ГЕ)  | Маккабі (Хайфа) (ЛЄ ГЕ)    | Серветт (ЛЄ ГЕ)               | Молде (ЛЄ ГЕ)               |
|                              |                              |                            |                            |                               |                             |
| Груповий етап                | Груповий етап                | Абердин (ЛЄ ПО)            | Чукарички (ЛЄ ПО)          | Зоря (ЛЄ ПО)                  | Лугано (ЛЄ ПО)              |
| Груповий етап                | Груповий етап                | Динамо (ЛЄ ПО)             | Лудогорець (ЛЄ ПО)         | Слован (ЛЄ ПО)                | Олімпія (ЛЄ ПО)             |
| Груповий етап                | Груповий етап                | Зрінськи (ЛЄ ПО)           | Клаксвік (ЛЄ ПО)           |                               |                             |
|                              |                              |                            |                            |                               |                             |
| Раунд плей-оф                | ШЧ                           | Астана (ЛЄ 3КР ШЧ)         | БАТЕ (ЛЄ 3КР ШЧ)           | Жальгіріс (ЛЄ 3КР ШЧ)         | ГІК (ЛЄ 3КР ШЧ)             |
| Раунд плей-оф                | ШЧ                           | Брєйдаблік (ЛЄ 3КР ШЧ)     |                            |                               |                             |
| Раунд плей-оф                | ОШ                           | Астон Вілла (7-ме)         | Осасуна (7-ме)             | Фіорентіна (8-е)              | Айнтрахт (Франкфурт) (7-ме) |
| Раунд плей-оф                | ОШ                           | Лілль (5-те)               | Дніпро-1 (ЛЄ 3КР ОШ)       | Генк (ЛЄ 3КР ОШ)              |                             |
|                              |                              |                            |                            |                               |                             |
| Третій кваліфікаційний раунд | ШЧ                           | Флора (ЛЧ 1КР)             | Лінкольн Ред Імпс (ЛЧ 1КР) |                               |                             |
| Третій кваліфікаційний раунд | ОШ                           | Арока (5-те)               | АЗ (4-те)                  | Рапід (4-те)                  | Гарт оф Мідлотіан (4-те)    |
| Третій кваліфікаційний раунд | ОШ                           | Партизан (4-те)            | Динамо (4-те)              | Бранн (ПК)                    | Норшелланн (2-ге)           |
| Третій кваліфікаційний раунд | ОШ                           | Хайдук (ПК)                |                            |                               |                             |
|                              |                              |                            |                            |                               |                             |
| Другий кваліфікаційний раунд | ШЧ                           | Фарул (ЛЧ 1КР)             | Ференцварош (ЛЧ 1КР)       | Свіфт (ЛЧ 1КР)                | Валмієра (ЛЧ 1КР)           |
| Другий кваліфікаційний раунд | ШЧ                           | Балкані (ЛЧ 1КР)           | Шемрок Роверс (ЛЧ 1КР)     | Урарту (ЛЧ 1КР)               | Ларн (ЛЧ 1КР)               |
| Другий кваліфікаційний раунд | ШЧ                           | Партизані (ЛЧ 1КР)         | Хамрун Спартанс (ЛЧ 1КР)   | Динамо (Тбілісі) (ЛЧ 1КР)     | Струга (ЛЧ 1КР)             |
| Другий кваліфікаційний раунд | ШЧ                           | Нью-Сейнтс (ЛЧ 1КР)        | Будучност (ЛЧ ПКР Ф)       | Атлетік Ескальдес (ЛЧ ПКР ПФ) | Тре Пенне (ЛЧ ПКР ПФ)       |
| Другий кваліфікаційний раунд | ОШ                           | Віторія (6-те)             | Твенте (ПО)                | Аустрія (Відень) (ПО)         | Гіберніан (5-те)            |
| Другий кваліфікаційний раунд | ОШ                           | Воєводина (5-те)           | Ворскла (5-те)             | Брюгге (4-те)                 | Гент (5-те)                 |
| Другий кваліфікаційний раунд | ОШ                           | Люцерн (4-те)              | Базель (5-те)              | ПАОК (4-те)                   | Аріс (5-те)                 |
| Другий кваліфікаційний раунд | ОШ                           | Вікторія (3-тє)            | Богеміанс 1905 (4-те)      | Буде-Глімт (2-ге)             | Русенборг (3-тє)            |
| Другий кваліфікаційний раунд | ОШ                           | Орхус (3-тє)               | Мідтьюлланн (ПО)           | Осієк (3-тє)                  | Рієка (4-те)                |
| Другий кваліфікаційний раунд | ОШ                           | Фенербахче (ПК)            | Бешикташ (3-тє)            | Адана Демірспор (4-те)        | Омонія (ПК)                 |
| Другий кваліфікаційний раунд | ОШ                           | АПОЕЛ (2-ге)               | АЕК (3-тє)                 | Бейтар (ПК)                   | Хапоель (Беер-Шева) (2-ге)  |
| Другий кваліфікаційний раунд | ОШ                           | Маккабі (Тель-Авів) (3-тє) | Юргорден (2-ге)            | Гаммарбю (3-тє)               | Кальмар (4-те)              |
| Другий кваліфікаційний раунд | ОШ                           | ЦСКА 1948 (3-тє)           | ЦСКА (Софія) (2-ге)        | Левські (ПО)                  | Сепсі (ПК)                  |
| Другий кваліфікаційний раунд | ОШ                           | ФКСБ (2-ге)                | ЧФР (ПО)                   | Габала (ПК)                   | Сабах (2-ге)                |
| Другий кваліфікаційний раунд | ОШ                           | Нефтчі (3-тє)              | Залаегерсег (ПК)           | Кечкемет (2-ге)               | Дебрецен (3-тє)             |
| Другий кваліфікаційний раунд | ОШ                           | Легія (ПК)                 | Лех (3-тє)                 | Погонь (4-те)                 | Ордабаси (ПК)               |
| Другий кваліфікаційний раунд | ОШ                           | Актобе (2-ге)              | Спартак (Трнава) (ПК)      | Целє (2-ге)                   | Торпедо-БелАЗ (ПК)          |
| Другий кваліфікаційний раунд | ОШ                           | Петрокуб (2-ге)            | Кауно Жальгіріс (2-ге)     | Борац (2-ге)                  | КуПС (ПК)                   |
| Другий кваліфікаційний раунд | ОШ                           | Дифферданж 03 (ПК)         | Ауда (ПК)                  | Дріта (2-ге)                  |                             |
|                              |                              |                            |                            |                               |                             |
| Перший кваліфікаційний раунд | Перший кваліфікаційний раунд | Тобол (3-тє)               | ДАК 1904 (2-ге)            | Жиліна (ПО)                   | Марибор (3-тє)              |
| Перший кваліфікаційний раунд | Перший кваліфікаційний раунд | Домжале (4-те)             | Динамо (Мінськ) (4-те)     | Німан (9-те)                  | Зімбру (3-тє)               |
| Перший кваліфікаційний раунд | Перший кваліфікаційний раунд | Мілсамі (4-те)             | Паневежис (3-тє)           | Хегельманн (4-те)             | Желєзнічар (3-тє)           |
| Перший кваліфікаційний раунд | Перший кваліфікаційний раунд | Сараєво (4-те)             | Хонка (3-тє)               | Гака (4-те)                   | Прогрес (2-ге)              |
| Перший кваліфікаційний раунд | Перший кваліфікаційний раунд | Ф91 Дюделанж (3-тє)        | Рига (2-ге)                | РФШ (3-тє)                    | Г'їлані (3-тє)              |
| Перший кваліфікаційний раунд | Перший кваліфікаційний раунд | Дукаджині (4-те)           | Деррі Сіті (ПК)            | Дандолк (3-тє)                | Сент-Патрікс Атлетік (4-те) |
| Перший кваліфікаційний раунд | Перший кваліфікаційний раунд | Пюнік (2-ге)               | Арарат-Вірменія (3-тє)     | Алашкерт (4-те)               | Крузейдерс (ПК)             |
| Перший кваліфікаційний раунд | Перший кваліфікаційний раунд | Лінфілд (2-ге)             | Гленторан (ПО)             | Егнатія (ПК)                  | Тирана (2-ге)               |
| Перший кваліфікаційний раунд | Перший кваліфікаційний раунд | Влазнія (4-те)             | Вікінгур (2-ге)            | ГБ (3-тє)                     | Б36 (4-те)                  |
| Перший кваліфікаційний раунд | Перший кваліфікаційний раунд | Транс (ПК)                 | ФКІ Левадія (2-ге)         | Пайде (3-тє)                  | Біркіркара (ПК)             |
| Перший кваліфікаційний раунд | Перший кваліфікаційний раунд | Гзіра Юнайтед (3-тє)       | Бальцан (4-те)             | Торпедо (ПК)                  | Динамо (Батумі) (2-ге)      |
| Перший кваліфікаційний раунд | Перший кваліфікаційний раунд | Діла (3-тє)                | Македонія (ПК)             | Шкупі (2-ге)                  | Шкендія (3-тє)              |
| Перший кваліфікаційний раунд | Перший кваліфікаційний раунд | Вадуц (ПК)                 | Коннас-Кі Номадс (2-ге)    | Пенібонт (3-тє)               | Гейверфордвест Каунті (ПО)  |
| Перший кваліфікаційний раунд | Перший кваліфікаційний раунд | Бруно Мегпіс (ПК)          | Європа (2-ге)              | Вікінгур (ПК)                 | Акурейрі (2-ге)             |
| Перший кваліфікаційний раунд | Перший кваліфікаційний раунд | Сутьєска (ПК)              | Арсенал (3-тє)             | Інтер (ПК)                    | Санта-Колома (3-тє)         |
| Перший кваліфікаційний раунд | Перший кваліфікаційний раунд | Космос (2-ге)              | Ла Фіоріта (3-тє)          |                               |                             |

Примітки
1. ↑  Росія: 28 лютого 2022 року російські футбольні клуби та національні футбольні збірні Росії були усунені від турнірів ФІФА та УЄФА. За участю у кожному конкретному сезоні та турнірі приймається окреме рішення. Сітка учасників складена з урахуванням усунення російських клубів на сезон 2023—24.[4][5].
2. ↑  Ліхтенштейн: Сім клубів, контрольованих Ліхтенштейнським футбольним союзом, виступають у системі футбольних ліг Швейцарії. Ліхтенштейнський футбольний союз проводить тільки Кубок Ліхтенштейну з футболу, переможець якого кваліфікується до Ліги конференцій УЄФА.
3. 1 2  Україна: Розіграш Кубка країни в сезоні 2022—2023 не відбувся, тому місця в турнірі, призначені для команд, що посіли третє та четверте місце в національному чемпіонаті, перейшли до команд, що посіли четверте та п'яте місце. у національному чемпіонаті відповідно.
4. 1 2  Білорусь: Ті, хто зайняв перші два місця в чемпіонаті Білорусі солігорський «Шахтар» та «Енергетик-БДУ» були звинувачено Білоруська федерація футболу у участі в договірних матчах, через що клуби були позбавлені ліцензій УЄФА. З цієї причини право на участь у Лізі чемпіонів отримав клуб БАТЕ, який посів третє місце в чемпіонаті Білорусі, а право на участь у Лізі конференцій отримали мінське «Динамо» та «Німан», що посіли, відповідно, четверте та дев'яте місце в чемпіонаті Білорусі.

## Календар
Нижче наведено розклад турніру.
| Стадія        | Раунд                        | Жеребкування    | Перший матч       | Матч-відповідь    |
| ------------- | ---------------------------- | --------------- | ----------------- | ----------------- |
| Кваліфікація  | Перший кваліфікаційний раунд | 20 червня 2023  | 13 липня 2023     | 20 липня 2023     |
| Кваліфікація  | Другий кваліфікаційний раунд | 21 червня 2023  | 27 липня 2023     | 3 серпня 2023     |
| Кваліфікація  | Третій кваліфікаційний раунд | 24 липня 2023   | 10 серпня 2023    | 17 серпня 2023    |
| Кваліфікація  | Раунд плей-оф                | 7 серпня 2023   | 24 серпня 2023    | 31 серпня 2023    |
| Груповий етап | Ігровий день 1               | 1 вересня 2023  | 21 вересня 2023   | 21 вересня 2023   |
| Груповий етап | Ігровий день 2               | 1 вересня 2023  | 5 жовтня 2023     | 5 жовтня 2023     |
| Груповий етап | Ігровий день 3               | 1 вересня 2023  | 26 жовтня 2023    | 26 жовтня 2023    |
| Груповий етап | Ігровий день 4               | 1 вересня 2023  | 9 листопада 2023  | 9 листопада 2023  |
| Груповий етап | Ігровий день 5               | 1 вересня 2023  | 30 листопада 2023 | 30 листопада 2023 |
| Груповий етап | Ігровий день 6               | 1 вересня 2023  | 14 грудня 2023    | 14 грудня 2023    |
| Плей-оф       | Стикові матчі                | 18 грудня 2023  | 15 лютого 2024    | 22 лютого 2024    |
| Плей-оф       | 1/8 фіналу                   | 23 лютого 2024  | 7 березня 2024    | 14 березня 2024   |
| Плей-оф       | 1/4 фіналу                   | 15 березня 2024 | 11 квітня 2024    | 18 квітня 2024    |
| Плей-оф       | 1/2 фіналу                   | 15 березня 2024 | 2 травня 2024     | 9 травня 2024     |
| Плей-оф       | Фінал                        | 15 березня 2024 | 29 травня 2024    | 29 травня 2024    |

## Кваліфікація

### Перший кваліфікаційний раунд
Жеребкування відбулося 20 червня 2023 року. Перші матчі пройшли 12—13 липня, а матчі-відповіді — 20 липня 2023 року.
| Команда 1                   | Заг.             | Команда 2             | 1-й матч | 2-й матч |
| --------------------------- | ---------------- | --------------------- | -------- | -------- |
| Сутьєска                    | 2:1              | Космос                | 1:0      | 1:1      |
| Домжале                     | 4:5              | Бальцан               | 1:4      | 3:1 (дч) |
| Вадуц                       | 2:3              | Німан                 | 1:2      | 1:1      |
| Арарат-Вірменія             | 5:5 (пен. 4:2)   | Егнатія               | 1:1      | 4:4 (дч) |
| Торпедо (Кутаїсі)           | 3:3 (пен. 4:2)   | Сараєво               | 2:2      | 1:1      |
| Алашкерт                    | 7:2              | Арсенал (Тиват)       | 1:1      | 6:1      |
| Желєзнічар                  | 4:3              | Динамо (Мінськ)       | 2:2      | 2:1      |
| Ла Фіоріта                  | 1:2              | Зімбру                | 1:1      | 0:1      |
| Марибор                     | 3:2              | Біркіркара            | 1:1      | 2:1      |
| Тирана                      | 3:2              | Динамо (Батумі)       | 1:1      | 2:1      |
| Бруно Мегпіс                | 1:3              | Дандолк               | 0:0      | 1:3      |
| Інтер (Ескальдес-Енгордань) | 3:2              | Вікінгур (Гета)       | 2:1      | 1:1      |
| Прогрес                     | 4:2              | Г'їлані               | 2:2      | 2:0      |
| Лінфілд                     | 3:2              | Влазнія               | 3:1      | 0:1      |
| Акурейрі                    | 4:0              | Коннас-Кі Номадс      | 2:0      | 2:0      |
| Шкендія                     | 1:1 (пен. 2:3)   | Гейверфордвест Каунті | 1:0      | 0:1 (дч) |
| Гака                        | 2:3              | Крузейдерс            | 2:2      | 0:1      |
| ГБ Торсгавн                 | 0:1              | Деррі Сіті            | 0:0      | 0:1      |
| Рига                        | 2:1              | Вікінгур (Рейк'явік)  | 2:0      | 0:1      |
| Жиліна                      | 4:2              | ФКІ Левадія           | 2:1      | 2:1      |
| Пюнік                       | 5:0              | Транс (Нарва)         | 2:0      | 3:0      |
| Паневежис                   | 3:2              | Мілсамі               | 2:2      | 1:0      |
| Тобол                       | 2:1              | Хонка                 | 2:1      | 0:0      |
| ДАК 1904                    | 2:3              | Діла                  | 2:1      | 0:2      |
| Македонія ГП                | 1:5              | РФШ                   | 0:1      | 1:4      |
| Дукаджині                   | 5:3              | Європа                | 2:1      | 3:2      |
| Пенібонт                    | 1:3              | Санта-Колома          | 1:1      | 0:2 (дч) |
| Хегельманн                  | 0:5              | Шкупі                 | 0:5      | 0:0      |
| Ф91 Дюделанж                | 5:3              | Сент-Патрікс Атлетік  | 2:1      | 3:2      |
| Б36 Торсгавн                | 2:0              | Пайде                 | 0:0      | 2:0 (дч) |
| Гзіра Юнайтед               | 3:3 (пен. 14:13) | Гленторан             | 2:2      | 1:1 (дч) |

1. 1 2 3  Порядок матчів було змінено після жеребкування.

### Другий кваліфікаційний раунд
Жеребкування відбулося 21 червня 2023 року. Перші матчі пройшли 25—27 липня, а матчі-відповіді — 1—3 серпня 2023 року.
| Команда 1         | Заг. | Команда 2             | 1-й матч | 2-й матч |
| ----------------- | ---- | --------------------- | -------- | -------- |
| Лінкольн Ред Імпс |      |                       | —        | —        |
| Флора             |      |                       | —        | —        |
| Тре Пенне         | 0:10 | Валмієра              | 0:3      | 0:7      |
| Ференцварош       | 6:0  | Шемрок Роверс         | 4:0      | 2:0      |
| Нью-Сейнтс        | 3:4  | Свіфт                 | 1:1      | 2:3      |
| Атлетік Ескальдес | 1:5  | Партизані             | 0:1      | 1:4      |
| Хамрун Спартанс   | 3:1  | Динамо (Тбілісі)      | 2:1      | 1:0      |
| Фарул             | 6:4  | Урарту                | 3:2      | 3:2      |
| Струга            | 5:3  | Будучност (Подгориця) | 1:0      | 4:3      |
| Балкані           | 7:1  | Ларн                  | 3:0      | 4:1      |

| Команда 1                   | Заг.           | Команда 2             | 1-й матч | 2-й матч |
| --------------------------- | -------------- | --------------------- | -------- | -------- |
| Дукаджині                   | 1:7            | Рієка                 | 0:1      | 1:6      |
| Гзіра Юнайтед               | 3:2            | Ф91 Дюделанж          | 2:0      | 1:2      |
| Юргорден                    | 2:3            | Люцерн                | 1:2      | 1:1      |
| Целє                        | 4:4 (пен. 4:2) | Віторія               | 3:4      | 1:0 (дч) |
| Сутьєска                    | 2:3            | Санта-Колома          | 2:0      | 0:3 (дч) |
| Хапоель (Беер-Шева)         | 2:1            | Паневежис             | 1:0      | 1:1      |
| Ворскла                     | 3:4            | Діла                  | 2:1      | 1:3      |
| ЧФР                         | 2:3            | Адана Демірспор       | 1:1      | 1:2      |
| Ордабаси                    | 4:5            | Легія                 | 2:2      | 2:3      |
| РФШ                         | 1:4            | Сабах                 | 0:2      | 1:2      |
| Бешикташ                    | 5:1            | Тирана                | 3:1      | 2:0      |
| Желєзнічар                  | 2:4            | Нефтчі                | 2:2      | 0:2      |
| АПОЕЛ                       | 4:2            | Воєводина             | 2:1      | 2:1      |
| ЦСКА 1948                   | 2:4            | ФКСБ                  | 0:1      | 2:3      |
| Алашкерт                    | 2:2 (пен. 1:3) | Дебрецен              | 0:1      | 2:1 (дч) |
| Лех (Познань)               | 5:2            | Кауно Жальгіріс       | 3:1      | 2:1      |
| Кальмар                     | 2:4            | Пюнік                 | 1:2      | 1:2      |
| Буде-Глімт                  | 7:2            | Богеміанс 1905        | 3:0      | 4:2      |
| Ауда                        | 2:5            | Спартак (Трнава)      | 1:1      | 1:4      |
| Осієк                       | 3:1            | Залаегерсег           | 1:0      | 2:1      |
| Твенте                      | 2:1            | Гаммарбю              | 1:0      | 1:1 (дч) |
| Акурейрі                    | 5:3            | Дандолк               | 3:1      | 2:2      |
| Брюгге                      | 3:1            | Орхус                 | 3:0      | 0:1      |
| Крузейдерс                  | 4:5            | Русенборг             | 2:2      | 2:3 (дч) |
| Інтер (Ескальдес-Енгордань) | 3:7            | Гіберніан             | 2:1      | 1:6      |
| Вікторія (Пльзень)          | 2:1            | Дріта                 | 0:0      | 2:1      |
| Б36 Торсгавн                | 3:2            | Гейверфордвест Каунті | 2:1      | 1:1 (дч) |
| Базель                      | 3:4            | Тобол                 | 1:3      | 2:1      |
| Дифферданж 03               | 4:5            | Марибор               | 1:1      | 3:4 (дч) |
| Аустрія (Відень)            | 3:1            | Борац                 | 1:0      | 2:1      |
| ЦСКА (Софія)                | 0:6            | Сепсі                 | 0:2      | 0:4      |
| Арарат-Вірменія             | 1:2            | Аріс                  | 1:1      | 0:1      |
| Маккабі (Тель-Авів)         | 5:0            | Петрокуб              | 3:0      | 2:0      |
| Торпедо-БелАЗ               | 3:4            | АЕК (Ларнака)         | 2:3      | 1:1      |
| Торпедо (Кутаїсі)           | 3:5            | Актобе                | 1:4      | 2:1      |
| Мідтьюлланн                 | 3:2            | Прогрес (Нідеркорн)   | 2:0      | 1:2 (дч) |
| Деррі Сіті                  | 5:4            | КуПС                  | 2:1      | 3:3      |
| Гент                        | 10:3           | Жиліна                | 5:1      | 5:2      |
| Кечкемет                    | 3:4            | Рига                  | 2:1      | 1:3 (дч) |
| Лінфілд                     | 4:8            | Погонь (Щецин)        | 2:5      | 2:3      |
| ПАОК                        | 4:1            | Бейтар (Єрусалим)     | 0:0      | 4:1      |
| Німан                       | 2:0            | Бальцан               | 2:0      | 0:0      |
| Фенербахче                  | 9:0            | Зімбру                | 5:0      | 4:0      |
| Габала                      | 3:7            | Омонія                | 2:3      | 1:4      |
| Шкупі                       | 0:3            | Левські               | 0:2      | 0:1      |

1. 1 2 3  Порядок матчів було змінено після жеребкування.

### Третій кваліфікаційний раунд
Жеребкування відбулося 24 липня 2023 року. Перші матчі пройшли 9—10 серпня, а матчі-відповіді — 16—17 серпня 2023 року.
| Команда 1       | Заг. | Команда 2         | 1-й матч | 2-й матч |
| --------------- | ---- | ----------------- | -------- | -------- |
| Хамрун Спартанс | 2:8  | Ференцварош       | 1:6      | 1:2      |
| Фарул           | 5:0  | Флора             | 3:0      | 2:0      |
| Валмієра        | 1:3  | Партизані         | 1:2      | 0:1      |
| Балкані         | 5:1  | Лінкольн Ред Імпс | 2:0      | 3:1      |
| Струга          | 4:3  | Свіфт             | 3:1      | 1:2      |

| Команда 1           | Заг.           | Команда 2           | 1-й матч | 2-й матч |
| ------------------- | -------------- | ------------------- | -------- | -------- |
| АЕК (Ларнака)       | 1:2            | Маккабі (Тель-Авів) | 1:1      | 0:1      |
| Сабах               | 2:2 (пен. 4:5) | Партизан            | 2:0      | 0:2 (дч) |
| Сепсі               | 2:1            | Актобе              | 1:1      | 1:0      |
| Рапід               | 5:0            | Дебрецен            | 0:0      | 5:0      |
| Хайдук              | 0:3            | ПАОК                | 0:0      | 0:3      |
| Санта-Колома        | 0:3            | АЗ                  | 0:1      | 0:2      |
| Целє                | 5:1            | Німан               | 1:0      | 4:1      |
| Нефтчі              | 2:5            | Бешикташ            | 1:3      | 1:2      |
| Омонія              | 2:5            | Мідтьюлланн         | 1:0      | 1:5      |
| Аріс                | 2:2 (пен. 5:6) | Динамо              | 1:0      | 1:2 (дч) |
| Легія               | 6:5            | Аустрія (Відень)    | 1:2      | 5:3      |
| Хапоель (Беер-Шева) | 1:2            | Левські             | 0:0      | 1:2      |
| Гіберніан           | 5:3            | Люцерн              | 3:1      | 2:2      |
| Вікторія            | 6:0            | Гзіра Юнайтед       | 4:0      | 2:0      |
| Арока               | 3:4            | Бранн               | 2:1      | 1:3      |
| Гент                | 6:2            | Погонь              | 5:0      | 1:2      |
| Адана Демірспор     | 7:4            | Осієк               | 5:1      | 2:3      |
| Б36                 | 1:5            | Рієка               | 1:3      | 0:2      |
| Твенте              | 5:0            | Рига                | 2:0      | 3:0      |
| Русенборг           | 3:4            | Гарт оф Мідлотіан   | 2:1      | 1:3      |
| Фенербахче          | 6:1            | Марибор             | 3:1      | 3:0      |
| Брюгге              | 10:2           | Акурейрі            | 5:1      | 5:1      |
| Діла                | 0:3            | АПОЕЛ               | 0:2      | 0:1      |
| Лех                 | 3:4            | Спартак (Трнава)    | 2:1      | 1:3      |
| ФКСБ                | 0:2            | Норшелланн          | 0:0      | 0:2      |
| Тобол               | 1:1 (пен. 6:5) | Деррі Сіті          | 1:0      | 0:1 (дч) |
| Буде-Глімт          | 6:0            | Пюнік               | 3:0      | 3:0      |

1. ↑  Порядок матчів було змінено після жеребкування.

### Раунд плей-оф
Жеребкування відбулося 7 серпня 2023 року. Перші матчі пройшли 23—24 серпня, а матчі-відповіді — 31 серпня 2023 року.
| Команда 1 | Заг. | Команда 2   | 1-й матч | 2-й матч |
| --------- | ---- | ----------- | -------- | -------- |
| Балкані   | 4:2  | БАТЕ        | 4:1      | 0:1      |
| Жальгіріс | 0:7  | Ференцварош | 0:4      | 0:3      |
| Струга    | 0:2  | Брєйдаблік  | 0:1      | 0:1      |
| Фарул     | 2:3  | ГІК         | 2:1      | 0:2      |
| Астана    | 2:1  | Партизані   | 1:0      | 1:1      |

| Команда 1           | Заг.           | Команда 2            | 1-й матч | 2-й матч |
| ------------------- | -------------- | -------------------- | -------- | -------- |
| Левські             | 1:3            | Айнтрахт (Франкфурт) | 1:1      | 0:2      |
| АПОЕЛ               | 1:4            | Гент                 | 0:2      | 1:2      |
| Спартак (Трнава)    | 3:2            | Дніпро-1             | 1:1      | 2:1 (дч) |
| Сепсі               | 4:5            | Буде-Глімт           | 2:2      | 2:3 (дч) |
| Тобол               | 1:5            | Вікторія             | 1:2      | 0:3      |
| Гіберніан           | 0:8            | Астон Вілла          | 0:5      | 0:3      |
| Мідтьюлланн         | 4:4 (пен. 5:6) | Легія                | 3:3      | 1:1 (дч) |
| Лілль               | 3:2            | Рієка                | 2:1      | 1:1 (дч) |
| Генк                | 2:2 (пен. 5:4) | Адана Демірспор      | 2:1      | 0:1 (дч) |
| Фенербахче          | 6:1            | Твенте               | 5:1      | 1:0      |
| Динамо              | 2:4            | Бешикташ             | 2:3      | 0:1      |
| АЗ                  | 4:4 (пен. 6:5) | Бранн                | 1:1      | 3:3 (дч) |
| Рапід               | 1:2            | Фіорентіна           | 1:0      | 0:2      |
| Гарт оф Мідлотіан   | 1:6            | ПАОК                 | 1:2      | 0:4      |
| Норшелланн          | 6:0            | Партизан             | 5:0      | 1:0      |
| Осасуна             | 3:4            | Брюгге               | 1:2      | 2:2      |
| Маккабі (Тель-Авів) | 5:2            | Целє                 | 4:1      | 1:1      |

## Груповий етап
Жеребкування групового етапу відбулося 1 вересня 2023 року. За результатами жеребкування 32 команди були поділені на 8 груп (по 4 команди в кожній). Для жеребкування команди розділено на 4 кошики на основі клубних коефіцієнтів УЄФА. Команди з однієї асоціації не можуть потрапити в одну групу.

### Правила розподілу місць
Команди посідають місця у групі відповідно до набраних очок (3 очки за перемогу, 1 за нічию та 0 за поразку), та якщо команди набрали однакову кількість балів, застосовуються наступні критерії (у вказаному порядку), для визначення місця у групі (стаття регламенту 16):
1. Очки, набрані в очних зустрічах між командами під питанням;
2. Різниця м'ячів, забитих в очних зустрічах між командами під питанням;
3. Голи, забиті в очних зустрічах між командами під питанням;
4. Якщо команд під питанням більше двох та після застосування усіх попередніх правил ще залишаються команди під питанням, то для них окремо повторно застосовуються попередні правила;
5. Різниця м'ячів, забитих в усіх матчах групового етапу;
6. Голи, забиті в усіх матчах групового етапу;
7. Голи на виїзді, забиті в усіх матчах групового етапу;
8. Кількість перемог в усіх матчах групового етапу;
9. Кількість перемог на виїзді в усіх матчах групового етапу;
10. Дисциплінарні бали (червона картка = 3 бала, жовта картка = 1 бал, вилучення за дві жовті картки в одному матчі = 3 бала);
11. Більший клубний коефіцієнт УЄФА.

### Група A
| Поз | Команда  | І | В | Н | П | ГЗ | ГП | РГ | О  | Кваліфікація             |     | ЛІЛ | СЛО | ОЛІ | КЛА |
| --- | -------- | - | - | - | - | -- | -- | -- | -- | ------------------------ | --- | --- | --- | --- | --- |
| 1   | Лілль    | 6 | 4 | 2 | 0 | 10 | 2  | +8 | 14 | Вихід в 1/8 фіналу       |     | —   | 2–1 | 2–0 | 3–0 |
| 2   | Слован   | 6 | 3 | 1 | 2 | 8  | 7  | +1 | 10 | Вихід до стикових матчів |     | 1–1 | —   | 1–2 | 2–1 |
| 3   | Олімпія  | 6 | 2 | 0 | 4 | 4  | 9  | −5 | 6  |                          |     | 0–2 | 0–1 | —   | 2–0 |
| 4   | Клаксвік | 6 | 1 | 1 | 4 | 5  | 9  | −4 | 4  |                          | 0–0 | 1–2 | 3–0 | —   |     |

### Група B
| Поз | Команда             | І | В | Н | П | ГЗ | ГП | РГ  | О  | Кваліфікація             |     | МТА | ГЕН | ЗОР | БРЕ |
| --- | ------------------- | - | - | - | - | -- | -- | --- | -- | ------------------------ | --- | --- | --- | --- | --- |
| 1   | Маккабі (Тель-Авів) | 6 | 5 | 0 | 1 | 14 | 9  | +5  | 15 | Вихід в 1/8 фіналу       |     | —   | 3–1 | 3–2 | 3–2 |
| 2   | Гент                | 6 | 4 | 1 | 1 | 16 | 7  | +9  | 13 | Вихід до стикових матчів |     | 2–0 | —   | 4–1 | 5–0 |
| 3   | Зоря                | 6 | 2 | 1 | 3 | 10 | 11 | −1  | 7  |                          |     | 1–3 | 1–1 | —   | 4–0 |
| 4   | Брєйдаблік          | 6 | 0 | 0 | 6 | 5  | 18 | −13 | 0  |                          | 1–2 | 2–3 | 0–1 | —   |     |

### Група C
| Поз | Команда  | І | В | Н | П | ГЗ | ГП | РГ | О  | Кваліфікація             |     | ВІК | ДИН | АСТ | БАЛ |
| --- | -------- | - | - | - | - | -- | -- | -- | -- | ------------------------ | --- | --- | --- | --- | --- |
| 1   | Вікторія | 6 | 6 | 0 | 0 | 9  | 1  | +8 | 18 | Вихід в 1/8 фіналу       |     | —   | 1–0 | 3–0 | 1–0 |
| 2   | Динамо   | 6 | 3 | 0 | 3 | 10 | 5  | +5 | 9  | Вихід до стикових матчів |     | 0–1 | —   | 5–1 | 3–0 |
| 3   | Астана   | 6 | 1 | 1 | 4 | 4  | 13 | −9 | 4  |                          |     | 1–2 | 0–2 | —   | 0–0 |
| 4   | Балкані  | 6 | 1 | 1 | 4 | 3  | 7  | −4 | 4  |                          | 0–1 | 2–0 | 1–2 | —   |     |

### Група D
| Поз | Команда    | І | В | Н | П | ГЗ | ГП | РГ  | О  | Кваліфікація             |     | БРЮ | БУД | Беш | ЛУГ |
| --- | ---------- | - | - | - | - | -- | -- | --- | -- | ------------------------ | --- | --- | --- | --- | --- |
| 1   | Брюгге     | 6 | 5 | 1 | 0 | 15 | 3  | +12 | 16 | Вихід в 1/8 фіналу       |     | —   | 3–1 | 1–1 | 2–0 |
| 2   | Буде-Глімт | 6 | 3 | 1 | 2 | 11 | 8  | +3  | 10 | Вихід до стикових матчів |     | 0–1 | —   | 3–1 | 5–2 |
| 3   | Бешикташ   | 6 | 1 | 1 | 4 | 7  | 14 | −7  | 4  |                          |     | 0–5 | 1–2 | —   | 2–3 |
| 4   | Лугано     | 6 | 1 | 1 | 4 | 6  | 14 | −8  | 4  |                          | 1–3 | 0–0 | 0–2 | —   |     |

### Група E
| Поз | Команда     | І | В | Н | П | ГЗ | ГП | РГ | О  | Кваліфікація             |     | АСТ | ЛЕГ | АЗ  | ЗРИ |
| --- | ----------- | - | - | - | - | -- | -- | -- | -- | ------------------------ | --- | --- | --- | --- | --- |
| 1   | Астон Вілла | 6 | 4 | 1 | 1 | 12 | 7  | +5 | 13 | Вихід в 1/8 фіналу       |     | —   | 2–1 | 2–1 | 1–0 |
| 2   | Легія       | 6 | 4 | 0 | 2 | 10 | 6  | +4 | 12 | Вихід до стикових матчів |     | 3–2 | —   | 2–0 | 2–0 |
| 3   | АЗ          | 6 | 2 | 0 | 4 | 7  | 12 | −5 | 6  |                          |     | 1–4 | 1–0 | —   | 1–0 |
| 4   | Зрінськи    | 6 | 1 | 1 | 4 | 6  | 10 | −4 | 4  |                          | 1–1 | 1–2 | 4–3 | —   |     |

### Група F
| Поз | Команда     | І | В | Н | П | ГЗ | ГП | РГ  | О  | Кваліфікація             |     | ФІО | ФЕР | ГНК | ЧУК |
| --- | ----------- | - | - | - | - | -- | -- | --- | -- | ------------------------ | --- | --- | --- | --- | --- |
| 1   | Фіорентіна  | 6 | 3 | 3 | 0 | 14 | 6  | +8  | 12 | Вихід в 1/8 фіналу       |     | —   | 2–2 | 2–1 | 6–0 |
| 2   | Ференцварош | 6 | 2 | 4 | 0 | 9  | 6  | +3  | 10 | Вихід до стикових матчів |     | 1–1 | —   | 1–1 | 3–1 |
| 3   | Генк        | 6 | 2 | 3 | 1 | 8  | 5  | +3  | 9  |                          |     | 2–2 | 0–0 | —   | 2–0 |
| 4   | Чукарички   | 6 | 0 | 0 | 6 | 2  | 16 | −14 | 0  |                          | 0–1 | 1–2 | 0–2 | —   |     |

### Група G
| Поз | Команда              | І | В | Н | П | ГЗ | ГП | РГ  | О  | Кваліфікація             |     | ПАО | ФРА | АБЕ | ГІК |
| --- | -------------------- | - | - | - | - | -- | -- | --- | -- | ------------------------ | --- | --- | --- | --- | --- |
| 1   | ПАОК                 | 6 | 5 | 1 | 0 | 16 | 10 | +6  | 16 | Вихід в 1/8 фіналу       |     | —   | 2–1 | 2–2 | 4–2 |
| 2   | Айнтрахт (Франкфурт) | 6 | 3 | 0 | 3 | 11 | 7  | +4  | 9  | Вихід до стикових матчів |     | 1–2 | —   | 2–1 | 6–0 |
| 3   | Абердин              | 6 | 1 | 3 | 2 | 10 | 10 | 0   | 6  |                          |     | 2–3 | 2–0 | —   | 1–1 |
| 4   | ГІК                  | 6 | 0 | 2 | 4 | 7  | 17 | −10 | 2  |                          | 2–3 | 0–1 | 2–2 | —   |     |

### Група H
| Поз | Команда          | І | В | Н | П | ГЗ | ГП | РГ  | О  | Кваліфікація             |     | ФЕН | ЛУД | НОР | СПА |
| --- | ---------------- | - | - | - | - | -- | -- | --- | -- | ------------------------ | --- | --- | --- | --- | --- |
| 1   | Фенербахче       | 6 | 4 | 0 | 2 | 13 | 11 | +2  | 12 | Вихід в 1/8 фіналу       |     | —   | 3–1 | 3–1 | 4–0 |
| 2   | Лудогорець       | 6 | 4 | 0 | 2 | 11 | 11 | 0   | 12 | Вихід до стикових матчів |     | 2–0 | —   | 1–0 | 4–0 |
| 3   | Норшелланн       | 6 | 3 | 1 | 2 | 17 | 7  | +10 | 10 |                          |     | 6–1 | 7–1 | —   | 1–1 |
| 4   | Спартак (Трнава) | 6 | 0 | 1 | 5 | 3  | 15 | −12 | 1  |                          | 1–2 | 1–2 | 0–2 | —   |     |

## Плей-оф

### Турнірна сітка
|  |                      |                      |                 |                 |                 |                   |                   |                     |                     |                 |                               |                 |  |  |                     |                     |            |            |            |  |  |            |            |            |            |            |  |  |       |       |       |
|  | Стикові матчі        | Стикові матчі        | Стикові матчі   | Стикові матчі   | Стикові матчі   |                   |                   | 1/8 фіналу          | 1/8 фіналу          | 1/8 фіналу      | 1/8 фіналу                    | 1/8 фіналу      |  |  | 1/4 фіналу          | 1/4 фіналу          | 1/4 фіналу | 1/4 фіналу | 1/4 фіналу |  |  | 1/2 фіналу | 1/2 фіналу | 1/2 фіналу | 1/2 фіналу | 1/2 фіналу |  |  | Фінал | Фінал | Фінал |
|  | Стикові матчі        | Стикові матчі        | Стикові матчі   | Стикові матчі   | Стикові матчі   |                   |                   | 1/8 фіналу          | 1/8 фіналу          | 1/8 фіналу      | 1/8 фіналу                    | 1/8 фіналу      |  |  | 1/4 фіналу          | 1/4 фіналу          | 1/4 фіналу | 1/4 фіналу | 1/4 фіналу |  |  | 1/2 фіналу | 1/2 фіналу | 1/2 фіналу | 1/2 фіналу | 1/2 фіналу |  |  | Фінал | Фінал | Фінал |
|  |                      |                      |                 |                 |                 | 7 та 14 березня   |                   |                     |                     |                 |                               |                 |  |  |                     |                     |            |            |            |  |  |            |            |            |            |            |  |  |       |       |       |
|  |                      |                      |                 |                 |                 |                   |                   |                     |                     |                 |                               |                 |  |  |                     |                     |            |            |            |  |  |            |            |            |            |            |  |  |       |       |       |
|  | 15 та 22 лютого      | 15 та 22 лютого      | 15 та 22 лютого | 15 та 22 лютого | 15 та 22 лютого | Аякс              | Аякс              | 0                   | 0                   | 0               |                               |                 |  |  |                     |                     |            |            |            |  |  |            |            |            |            |            |  |  |       |       |       |
|  | 15 та 22 лютого      | 15 та 22 лютого      | 15 та 22 лютого | 15 та 22 лютого | 15 та 22 лютого | Аякс              | Аякс              | 0                   | 0                   | 0               | 11 та 18 квітня               |                 |  |  |                     |                     |            |            |            |  |  |            |            |            |            |            |  |  |       |       |       |
|  | Аякс (дч)            | Аякс (дч)            | 2               | 2               | 4               |                   |                   | Астон Вілла         | Астон Вілла         | 0               | 4                             | 4               |  |  |                     |                     |            |            |            |  |  |            |            |            |            |            |  |  |       |       |       |
|  | Аякс (дч)            | Аякс (дч)            | 2               | 2               | 4               |                   |                   | Астон Вілла         | Астон Вілла         | 0               | 4                             | 4               |  |  | Астон Вілла (пен. ) | Астон Вілла (пен. ) | 2          | 1          | 3 (4)      |  |  |            |            |            |            |            |  |  |       |       |       |
|  | Буде-Глімт           | Буде-Глімт           | 2               | 1               | 3               |                   |                   | 7 та 14 березня     | 7 та 14 березня     | 7 та 14 березня | 7 та 14 березня               | 7 та 14 березня |  |  | Астон Вілла (пен. ) | Астон Вілла (пен. ) | 2          | 1          | 3 (4)      |  |  |            |            |            |            |            |  |  |       |       |       |
|  | Буде-Глімт           | Буде-Глімт           | 2               | 1               | 3               |                   |                   | 7 та 14 березня     | 7 та 14 березня     | 7 та 14 березня | 7 та 14 березня               | 7 та 14 березня |  |  | Лілль               | Лілль               | 1          | 2          | 3 (3)      |  |  |            |            |            |            |            |  |  |       |       |       |
|  | 15 та 22 лютого      | 15 та 22 лютого      | 15 та 22 лютого | 15 та 22 лютого | 15 та 22 лютого | Штурм             | Штурм             | 0                   | 1                   | 1               |                               |                 |  |  | Лілль               | Лілль               | 1          | 2          | 3 (3)      |  |  |            |            |            |            |            |  |  |       |       |       |
|  | 15 та 22 лютого      | 15 та 22 лютого      | 15 та 22 лютого | 15 та 22 лютого | 15 та 22 лютого | Штурм             | Штурм             | 0                   | 1                   | 1               | 2 та 9 травня                 |                 |  |  |                     |                     |            |            |            |  |  |            |            |            |            |            |  |  |       |       |       |
|  | Штурм                | Штурм                | 4               | 1               | 5               |                   |                   | Лілль               | Лілль               | 3               | 1                             | 4               |  |  |                     |                     |            |            |            |  |  |            |            |            |            |            |  |  |       |       |       |
|  | Штурм                | Штурм                | 4               | 1               | 5               |                   |                   | Лілль               | Лілль               | 3               | 1                             | 4               |  |  | Астон Вілла         | Астон Вілла         | 2          | 0          | 2          |  |  |            |            |            |            |            |  |  |       |       |       |
|  | Слован               | Слован               | 1               | 0               | 1               |                   |                   | 7 та 14 березня     | 7 та 14 березня     | 7 та 14 березня | 7 та 14 березня               | 7 та 14 березня |  |  |                     |                     |            | 0          | 2          |  |  |            |            |            |            |            |  |  |       |       |       |
|  | Слован               | Слован               | 1               | 0               | 1               |                   |                   | 7 та 14 березня     | 7 та 14 березня     | 7 та 14 березня | 7 та 14 березня               | 7 та 14 березня |  |  | Олімпіакос          | Олімпіакос          | 4          | 2          | 6          |  |  |            |            |            |            |            |  |  |       |       |       |
|  | 15 та 22 лютого      | 15 та 22 лютого      | 15 та 22 лютого | 15 та 22 лютого | 15 та 22 лютого | Олімпіакос (дч)   | Олімпіакос (дч)   | 1                   | 6                   | 7               |                               |                 |  |  |                     | Олімпіакос          | 4          | 2          | 6          |  |  |            |            |            |            |            |  |  |       |       |       |
|  | 15 та 22 лютого      | 15 та 22 лютого      | 15 та 22 лютого | 15 та 22 лютого | 15 та 22 лютого | Олімпіакос (дч)   | Олімпіакос (дч)   | 1                   | 6                   | 7               | 11 та 18 квітня               |                 |  |  |                     |                     |            |            |            |  |  |            |            |            |            |            |  |  |       |       |       |
|  | Олімпіакос           | Олімпіакос           | 1               | 1               | 2               |                   |                   | Маккабі (Тель-Авів) | Маккабі (Тель-Авів) | 4               | 1                             | 5               |  |  |                     |                     |            |            |            |  |  |            |            |            |            |            |  |  |       |       |       |
|  | Олімпіакос           | Олімпіакос           | 1               | 1               | 2               |                   |                   | Маккабі (Тель-Авів) | Маккабі (Тель-Авів) | 4               | 1                             | 5               |  |  | Олімпіакос (пен. )  | Олімпіакос (пен. )  | 3          | 0          | 3 (3)      |  |  |            |            |            |            |            |  |  |       |       |       |
|  | Ференцварош          | Ференцварош          | 0               | 0               | 0               |                   |                   | 7 та 14 березня     | 7 та 14 березня     | 7 та 14 березня | 7 та 14 березня               | 7 та 14 березня |  |  | Олімпіакос (пен. )  | Олімпіакос (пен. )  | 3          | 0          | 3 (3)      |  |  |            |            |            |            |            |  |  |       |       |       |
|  | Ференцварош          | Ференцварош          | 0               | 0               | 0               |                   |                   | 7 та 14 березня     | 7 та 14 березня     | 7 та 14 березня | 7 та 14 березня               | 7 та 14 березня |  |  | Фенербахче          | Фенербахче          | 2          | 1          | 3 (2)      |  |  |            |            |            |            |            |  |  |       |       |       |
|  | 15 та 22 лютого      | 15 та 22 лютого      | 15 та 22 лютого | 15 та 22 лютого | 15 та 22 лютого | Юніон Сент-Жилуаз | Юніон Сент-Жилуаз | 0                   | 1                   | 1               |                               |                 |  |  | Фенербахче          | Фенербахче          | 2          | 1          | 3 (2)      |  |  |            |            |            |            |            |  |  |       |       |       |
|  | 15 та 22 лютого      | 15 та 22 лютого      | 15 та 22 лютого | 15 та 22 лютого | 15 та 22 лютого | Юніон Сент-Жилуаз | Юніон Сент-Жилуаз | 0                   | 1                   | 1               | 29 травня — «Ая-Софія», Афіни |                 |  |  |                     |                     |            |            |            |  |  |            |            |            |            |            |  |  |       |       |       |
|  | Юніон Сент-Жилуаз    | Юніон Сент-Жилуаз    | 2               | 2               | 4               |                   |                   | Фенербахче          | Фенербахче          | 3               | 0                             | 3               |  |  |                     |                     |            |            |            |  |  |            |            |            |            |            |  |  |       |       |       |
|  | Юніон Сент-Жилуаз    | Юніон Сент-Жилуаз    | 2               | 2               | 4               |                   |                   | Фенербахче          | Фенербахче          | 3               | 0                             | 3               |  |  | Олімпіакос (дч)     | Олімпіакос (дч)     | 1          |            |            |  |  |            |            |            |            |            |  |  |       |       |       |
|  | Айнтрахт (Франкфурт) | Айнтрахт (Франкфурт) | 2               | 1               | 3               |                   |                   | 7 та 14 березня     | 7 та 14 березня     | 7 та 14 березня | 7 та 14 березня               | 7 та 14 березня |  |  |                     |                     |            |            |            |  |  |            |            |            |            |            |  |  |       |       |       |
|  | Айнтрахт (Франкфурт) | Айнтрахт (Франкфурт) | 2               | 1               | 3               |                   |                   | 7 та 14 березня     | 7 та 14 березня     | 7 та 14 березня | 7 та 14 березня               | 7 та 14 березня |  |  | Фіорентіна          | Фіорентіна          | 0          |            |            |  |  |            |            |            |            |            |  |  |       |       |       |
|  | 15 та 22 лютого      | 15 та 22 лютого      | 15 та 22 лютого | 15 та 22 лютого | 15 та 22 лютого | Серветт           | Серветт           | 0                   | 0                   | 0 (1)           |                               |                 |  |  |                     | Фіорентіна          | 0          |            |            |  |  |            |            |            |            |            |  |  |       |       |       |
|  | 15 та 22 лютого      | 15 та 22 лютого      | 15 та 22 лютого | 15 та 22 лютого | 15 та 22 лютого | Серветт           | Серветт           | 0                   | 0                   | 0 (1)           | 11 та 18 квітня               |                 |  |  |                     |                     |            |            |            |  |  |            |            |            |            |            |  |  |       |       |       |
|  | Серветт              | Серветт              | 0               | 1               | 1               |                   |                   | Вікторія (пен. )    | Вікторія (пен. )    | 0               | 0                             | 0 (3)           |  |  |                     |                     |            |            |            |  |  |            |            |            |            |            |  |  |       |       |       |
|  | Серветт              | Серветт              | 0               | 1               | 1               |                   |                   | Вікторія (пен. )    | Вікторія (пен. )    | 0               | 0                             | 0 (3)           |  |  | Вікторія            | Вікторія            | 0          | 0          | 0          |  |  |            |            |            |            |            |  |  |       |       |       |
|  | Лудогорець           | Лудогорець           | 0               | 0               | 0               |                   |                   | 7 та 14 березня     | 7 та 14 березня     | 7 та 14 березня | 7 та 14 березня               | 7 та 14 березня |  |  | Вікторія            | Вікторія            | 0          | 0          | 0          |  |  |            |            |            |            |            |  |  |       |       |       |
|  | Лудогорець           | Лудогорець           | 0               | 0               | 0               |                   |                   | 7 та 14 березня     | 7 та 14 березня     | 7 та 14 березня | 7 та 14 березня               | 7 та 14 березня |  |  | Фіорентіна (дч)     | Фіорентіна (дч)     | 0          | 2          | 2          |  |  |            |            |            |            |            |  |  |       |       |       |
|  | 15 та 22 лютого      | 15 та 22 лютого      | 15 та 22 лютого | 15 та 22 лютого | 15 та 22 лютого | Маккабі (Хайфа)   | Маккабі (Хайфа)   | 3                   | 1                   | 4               |                               |                 |  |  | Фіорентіна (дч)     | Фіорентіна (дч)     | 0          | 2          | 2          |  |  |            |            |            |            |            |  |  |       |       |       |
|  | 15 та 22 лютого      | 15 та 22 лютого      | 15 та 22 лютого | 15 та 22 лютого | 15 та 22 лютого | Маккабі (Хайфа)   | Маккабі (Хайфа)   | 3                   | 1                   | 4               | 2 та 8 травня                 |                 |  |  |                     |                     |            |            |            |  |  |            |            |            |            |            |  |  |       |       |       |
|  | Маккабі (Хайфа)      | Маккабі (Хайфа)      | 1               | 1               | 2               |                   |                   | Фіорентіна          | Фіорентіна          | 4               | 1                             | 5               |  |  |                     |                     |            |            |            |  |  |            |            |            |            |            |  |  |       |       |       |
|  | Маккабі (Хайфа)      | Маккабі (Хайфа)      | 1               | 1               | 2               |                   |                   | Фіорентіна          | Фіорентіна          | 4               | 1                             | 5               |  |  | Фіорентіна          | Фіорентіна          | 3          | 1          | 4          |  |  |            |            |            |            |            |  |  |       |       |       |
|  | Гент                 | Гент                 | 0               | 1               | 1               |                   |                   | 7 та 14 березня     | 7 та 14 березня     | 7 та 14 березня | 7 та 14 березня               | 7 та 14 березня |  |  |                     |                     |            | 1          | 4          |  |  |            |            |            |            |            |  |  |       |       |       |
|  | Гент                 | Гент                 | 0               | 1               | 1               |                   |                   | 7 та 14 березня     | 7 та 14 березня     | 7 та 14 березня | 7 та 14 березня               | 7 та 14 березня |  |  | Брюгге              | Брюгге              | 2          | 1          | 3          |  |  |            |            |            |            |            |  |  |       |       |       |
|  | 15 та 22 лютого      | 15 та 22 лютого      | 15 та 22 лютого | 15 та 22 лютого | 15 та 22 лютого | Молде             | Молде             | 2                   | 0                   | 2               |                               |                 |  |  |                     | Брюгге              | 2          | 1          | 3          |  |  |            |            |            |            |            |  |  |       |       |       |
|  | 15 та 22 лютого      | 15 та 22 лютого      | 15 та 22 лютого | 15 та 22 лютого | 15 та 22 лютого | Молде             | Молде             | 2                   | 0                   | 2               | 11 та 18 квітня               |                 |  |  |                     |                     |            |            |            |  |  |            |            |            |            |            |  |  |       |       |       |
|  | Молде                | Молде                | 3               | 3               | 6               |                   |                   | Брюгге              | Брюгге              | 1               | 3                             | 4               |  |  |                     |                     |            |            |            |  |  |            |            |            |            |            |  |  |       |       |       |
|  | Молде                | Молде                | 3               | 3               | 6               |                   |                   | Брюгге              | Брюгге              | 1               | 3                             | 4               |  |  | Брюгге              | Брюгге              | 1          | 2          | 3          |  |  |            |            |            |            |            |  |  |       |       |       |
|  | Легія                | Легія                | 2               | 0               | 2               |                   |                   | 7 та 14 березня     | 7 та 14 березня     | 7 та 14 березня | 7 та 14 березня               | 7 та 14 березня |  |  | Брюгге              | Брюгге              | 1          | 2          | 3          |  |  |            |            |            |            |            |  |  |       |       |       |
|  | Легія                | Легія                | 2               | 0               | 2               |                   |                   | 7 та 14 березня     | 7 та 14 березня     | 7 та 14 березня | 7 та 14 березня               | 7 та 14 березня |  |  | ПАОК                | ПАОК                | 0          | 0          | 0          |  |  |            |            |            |            |            |  |  |       |       |       |
|  | 15 та 22 лютого      | 15 та 22 лютого      | 15 та 22 лютого | 15 та 22 лютого | 15 та 22 лютого | Динамо            | Динамо            | 2                   | 1                   | 3               |                               |                 |  |  | ПАОК                | ПАОК                | 0          | 0          | 0          |  |  |            |            |            |            |            |  |  |       |       |       |
|  | 15 та 22 лютого      | 15 та 22 лютого      | 15 та 22 лютого | 15 та 22 лютого | 15 та 22 лютого | Динамо            | Динамо            | 2                   | 1                   | 3               |                               |                 |  |  |                     |                     |            |            |            |  |  |            |            |            |            |            |  |  |       |       |       |
|  | Реал Бетіс           | Реал Бетіс           | 0               | 1               | 1               |                   |                   | ПАОК                | ПАОК                | 0               | 5                             | 5               |  |  |                     |                     |            |            |            |  |  |            |            |            |            |            |  |  |       |       |       |
|  | Реал Бетіс           | Реал Бетіс           | 0               | 1               | 1               |                   |                   | ПАОК                | ПАОК                | 0               | 5                             | 5               |  |  |                     |                     |            |            |            |  |  |            |            |            |            |            |  |  |       |       |       |
|  | Динамо               | Динамо               | 1               | 1               | 2               |                   |                   |                     |                     |                 |                               |                 |  |  |                     |                     |            |            |            |  |  |            |            |            |            |            |  |  |       |       |       |
|  | Динамо               | Динамо               | 1               | 1               | 2               |                   |                   |                     |                     |                 |                               |                 |  |  |                     |                     |            |            |            |  |  |            |            |            |            |            |  |  |       |       |       |

### Стикові матчі
Перші матчі відбулися 15 лютого 2024 року, а матчі-відповіді — 21 та 22 лютого.
| Команда 1         | Заг. | Команда 2            | 1-й матч | 2-й матч |
| ----------------- | ---- | -------------------- | -------- | -------- |
| Штурм             | 5:1  | Слован               | 4:1      | 1:0      |
| Серветт           | 1:0  | Лудогорець           | 0:0      | 1:0      |
| Юніон Сент-Жилуаз | 4:3  | Айнтрахт (Франкфурт) | 2:2      | 2:1      |
| Реал Бетіс        | 1:2  | Динамо               | 0:1      | 1:1      |
| Олімпіакос        | 2:0  | Ференцварош          | 1:0      | 1:0      |
| Аякс              | 4:3  | Буде-Глімт           | 2:2      | 2:1 (дч) |
| Молде             | 6:2  | Легія                | 3:2      | 3:0      |
| Маккабі (Хайфа)   | 2:1  | Гент                 | 1:0      | 1:1      |

### 1/8 фіналу
Перші матчі відбулися 7 березня 2024 року, а матчі-відповіді — 14 березня.
| Команда 1         | Заг.           | Команда 2           | 1-й матч | 2-й матч |
| ----------------- | -------------- | ------------------- | -------- | -------- |
| Серветт           | 0:0 (пен. 1:3) | Вікторія            | 0:0      | 0:0 (дч) |
| Аякс              | 0:4            | Астон Вілла         | 0:0      | 0:4      |
| Молде             | 2:4            | Брюгге              | 2:1      | 0:3      |
| Юніон Сент-Жилуаз | 1:3            | Фенербахче          | 0:3      | 1:0      |
| Динамо            | 3:5            | ПАОК                | 2:0      | 1:5      |
| Штурм             | 1:4            | Лілль               | 0:3      | 1:1      |
| Маккабі (Хайфа)   | 4:5            | Фіорентіна          | 3:4      | 1:1      |
| Олімпіакос        | 7:5            | Маккабі (Тель-Авів) | 1:4      | 6:1 (дч) |

### 1/4 фіналу
Перші матчі відбулися 11 квітня 2024 року, а матчі-відповіді — 18 квітня.
| Команда 1   | Заг.           | Команда 2  | 1-й матч | 2-й матч |
| ----------- | -------------- | ---------- | -------- | -------- |
| Брюгге      | 3:0            | ПАОК       | 1:0      | 2:0      |
| Олімпіакос  | 3:3 (пен. 3:2) | Фенербахче | 3:2      | 0:1      |
| Астон Вілла | 3:3 (пен. 4:3) | Лілль      | 2:1      | 1:2      |
| Вікторія    | 0:2            | Фіорентіна | 0:0      | 0:2 (дч) |

### 1/2 фіналу
Жеребкування відбулося 15 березня 2024 року. Перші матчі відбулися 2 травня, а матчі-відповіді — 8 та 9 травня 2024 року.
| Команда 1   | Заг. | Команда 2  | 1-й матч | 2-й матч |
| ----------- | ---- | ---------- | -------- | -------- |
| Астон Вілла | 2:6  | Олімпіакос | 2:4      | 0:2      |
| Фіорентіна  | 4:3  | Брюгге     | 3:2      | 1:1      |

### Фінал
| 29 травня 2024 22:00 |

| Олімпіакос     | 1:0 (дч) | Фіорентіна |
| -------------- | -------- | ---------- |
| Ель-Каабі 116' | Протокол |            |

| Ая-Софія, Афіни Глядачів: 26 842 Арбітр: Артур Соареш Діаш (Португалія) |

## Статистика
Статистика не включає матчі кваліфікаційних раундів.

### Найкращі бомбардири
| # | Футболіст           | Клуб                | Голи | ХВ  |
| - | ------------------- | ------------------- | ---- | --- |
| 1 | Аюб Ель-Каабі       | Олімпіакос          | 11   | 845 |
| 2 | Еран Захаві         | Маккабі (Тель-Авів) | 8    | 726 |
| 3 | Бруно Петкович      | Динамо              | 7    | 608 |
| 4 | Ганс Ванакен        | Брюгге              | 6    | 990 |
| 5 | Фредрік Гулбрандсен | Молде               | 5    | 349 |
| 5 | Бенжамін Нюгрен     | Норшелланн          | 5    | 368 |
| 5 | Гіфт Орбан          | Гент                | 5    | 389 |
| 5 | Юсуф Язиджи         | Лілль               | 5    | 663 |
| 5 | Дор Перец           | Маккабі (Тель-Авів) | 5    | 750 |
| 5 | Оллі Воткінс        | Астон Вілла         | 5    | 755 |
| 5 | Ігор Тьяго          | Брюгге              | 5    | 758 |